# Сенпај
Сенпај (先輩) јапански је израз који се користи за особу у клубу или организацији, укључујући школу или факултет, која је сениор (другим речима члан већ дужи низ година) и општепризната као таква. Јуниорски пандан се назива кохај (後輩).
Сенпај и кохај су суштински елементи јапанских односа заснованих на старини, слично као што се и породични и други односи уређују на основу година, где се чак и близанци деле на старијег и млађег. Млађа особа се може сматрати сенпајем у односу на старију, у случају ако је старија приступила организацији након млађе.
У јапанском школском клубу, као рецимо бејзбол тиму, од кохаја се очекује да у одређеном смислу служи сенпаја, укључујући ту прање одеће и чишћење. Кохају често није дозвољено да се бави спортом или има врло мало прилике за то све док не постане сенпај.
Више од простог старешинства, сенпај значи однос са реципрочним обавезама, нешто налик на менторски однос. Од кохаја се очекује да поштује и слуша сенпаја, а сенпај за узврат усмерава, штити и подучава свог кохаја најбоље што уме. Сенпај/кохај однос обично траје докле год тих двоје људи остану у контакту, чак и ако оригинални контекст у ком је сенпај био надређен више не постоји. 
Ови изрази су веома кориштени међу отакуима, с обзиром на њихову заступљеност у анимеу и манги. Романтична заљубљивања у свог сенпаја су веома популарна тема у шоџу (аниме или манга намењена девојчицама) и романтичним причама.
У јапанским борилачким вештинама, израз сенпај се обично односи на највише рангираног ученика који још увек нема црни појас. Од њега или ње се очекује да помаже сенсеју у раду са младим или неискусним ученицима.